# Gálosfa
Gálosfa je vas na Madžarskem, ki upravno spada pod podregijo aposvári Šomodske županije.